# Josip Preskar
Josip Preskar (Osredek kraj Podsrede, 23. veljače 1920. – Zagreb, 9. ožujka 1943.) bio je sudionik Narodnooslobodilačke borbe i narodni heroj Jugoslavije.

## Biografija
Rođen je 1920. godine u Osretku kraj Podsrede, Slovenija. Kao obučarski radnik, zaposlio se u Zagrebu. Djelovao je u Ujedinjenom radničkom sindikalnom savezu.
Već u prvim danima rata, tijekom travnja 1941. godine, organizirao je udarne omladinske skupine i odbore Narodne zaštite u Zagrebu. Sudjelovao je u raznim sabotažama protiv ustaša.
U Zagreb je jednom došao neki bivši partizan, koji je odavao ustaškoj policiji pripadnike Narodnooslobodilačkog pokreta. Partijska organizacija je dala Preskaru nalog da ga likvidira. Pokušao ga je ubiti, ali ga je samo ranio, pri čemu su ga napali policajci. Unatoč rani koju je Preskar zadobio u borbi protiv policije, naposljetku je pronašao i likvidirao prokazivača.
Kao član Mjesnog komiteta SKOJ-a, sudjelovao je na partijskom tečaju na Kordunu. Poslije završenog tečaja, vratio se u Zagreb, gdje je nastavio ilegalni rad. Policija je cijelo vrijeme tragala za njim. Ušli su mu u trag u siječnju 1943. godine. Dana 9. ožujka, dok je s dvojicom drugova išao Petrovom ulicom u neku akciju, ustaše su mu se približili s leđa i teško ga ranili s nekoliko hitaca. Odveli su ga u bolnicu, gdje su ga podvrgli mučenju, ali nisu uspjeli saznati ni njegovo ime. Ubrzo je umro od posljedica teškog ranjavanja.

## Nasljeđe
Ukazom Prezidija Narodne skupštine Federativne Narodne Republike Jugoslavije, 20. prosinca 1951. godine, proglašen je za narodnog heroja.
Njegovo je ime od svog osnutka 1958. do 1990-ih nosio dječji vrtić u zagrebačkoj Peščenici.
Do 1990-ih, njegova bista je stajala u parku na Petretićevom trgu u Zagrebu.